# تنزيل موسيقى
تنزيل الموسيقى (بالإنجليزية: Music download) هي عملية نقل رقمية للموسيقا بواسطة الإنترنت إلى جهاز قادر على فك شفرتها وتشغيلها، مثل أجهزة الكمبيوتر المنزلية، مشغلات الإم بي ثري، الهواتف الذكية. هذا المصطلح يشمل كل من التنزيل أو التحميل القانوني، وتحميل المواد محفوظة حقوق التأليف والنشر من دون إذن أو دافع قانوني.
وفقا لتقرير شركة نيلسن الأميريكية للقياس والمعلومات، فإن 55.9٪ من كل مبيعات الموسيقا في الولايات المتحدة عام 2012 كان عن طريق تنزيل الموسيقا رقميًا.
في الأول من يناير 2011، حقق متجر شركة أبل "آي تيونز 1,1 مليار دولار أمريكي من العائدات في الربع الأول من السنة المالية.